# Gottlieb Daimler

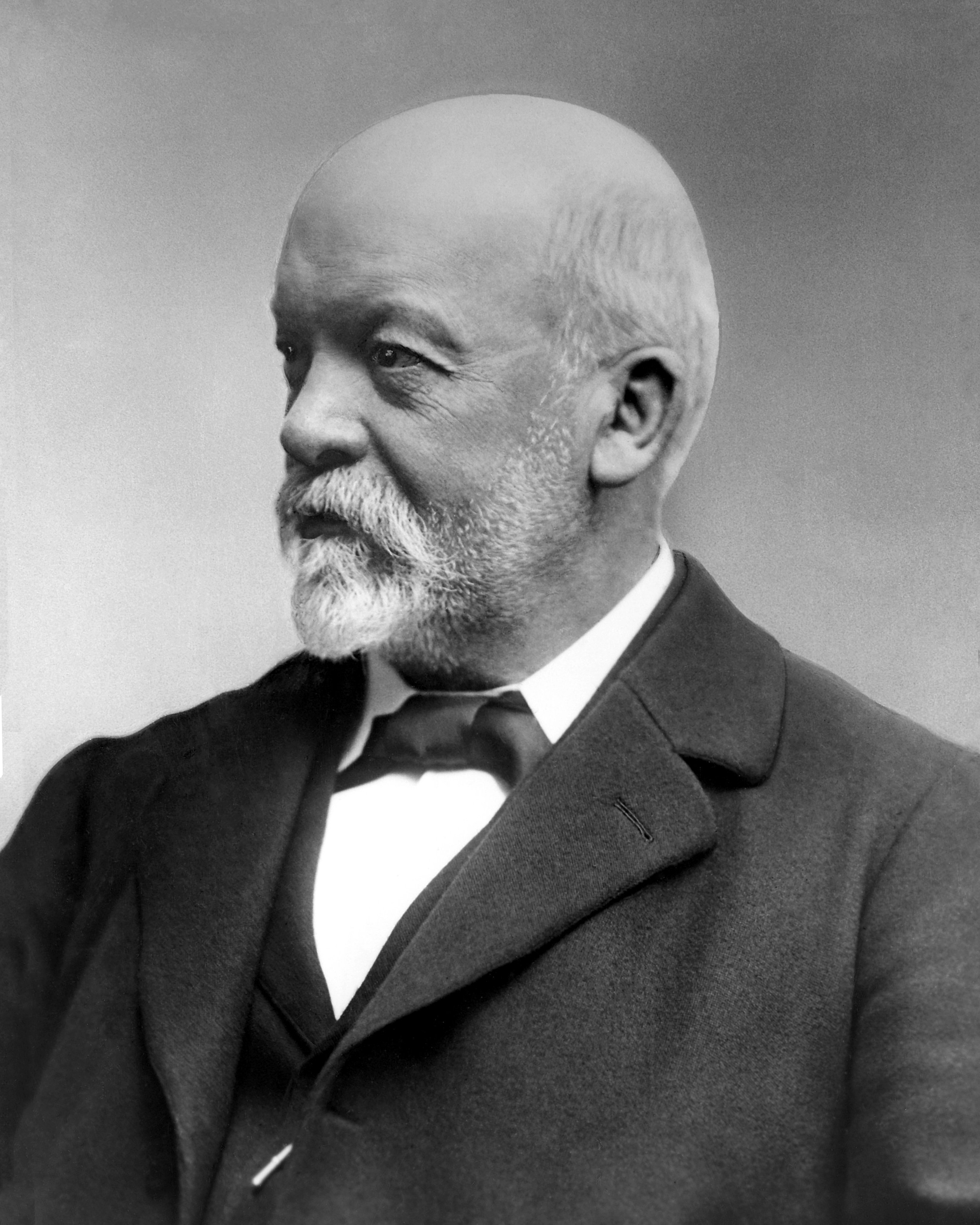
Gottlieb Daimler

Gottlieb Wilhelm Daimler (Schorndorf, 17 maart 1834 – Cannstatt, 6 maart 1900) was een Duits ingenieur, ontwerper en industrieel. Hij was een hoofdrolspeler in de ontwikkeling van de benzinemotor en de automobiel.

## Studietijd
Na zijn middelbare school in 1848 ging Daimler in de leer als wapensmid. Hij voltooide zijn leertijd in 1852 met het examen tot meesterknecht. In 1853 begon hij te werken voor een machinebouwbedrijf in Graffenstaden, in de Elzas, met de hulp van de Württembergse bedrijfspromotor Ferdinand von Steinbeis. Hij verliet dit bedrijf in 1857 en ging werktuigbouwkunde studeren aan de Polytechnische School in Stuttgart. Hier werd hij lid van de studentenvereniging Corps Stauffia Stuttgart.

## Carrière
Daimler ontwikkelde in 1885 in het Duitse Canstatt de Einspur, 's werelds eerste motorfiets. In 1886 ontwikkelde hij als eerste een vierwielig motorvoertuig.
Daimler zou op basis van dit voertuig een bedrijf opzetten voor de productie van auto's, samen met Wilhelm Maybach, die veel van de techniek uitvond. In 1890 werd de Daimler Motoren Gesellschaft (DMG) gesticht te Cannstatt bij Stuttgart. De auto's kregen aanvankelijk de merknaam Daimler. Ze dienden vaak als basis voor andere fabrikanten, zoals Austro-Daimler, het Britse Daimler en Germain, dat zijn auto's aanvankelijk ook wel Daimler-Belgique noemde.

## Mercedes
De auto's van DMG waren populair in Zuid-Frankrijk, waar de Oostenrijk-Hongaarse consul Emil Jellinek verschillende van de auto's kocht om ermee deel te nemen aan wegraces. In 1901 plaatste hij bij DMG een order ter waarde van 550.000 DM voor de bouw van 36 raceauto's volgens zijn specificaties. Hij stond er op dat deze raceauto's Mercedes genoemd werden, naar zijn dochter. In 1902 werd deze merknaam officieel geregistreerd en vanaf dan werden alle modellen van DMG geproduceerd onder de naam Mercedes. De naam bleef behouden bij de fusie in 1926 tussen Daimler en Benz tot Daimler-Benz. De auto's werden daarna verkocht onder de merknaam Mercedes-Benz.
In Bad Cannstatt, waar een Mercedes-Benz-fabriek en het Mercedes-Benz-museum gevestigd zijn, bevindt zich ook een herdenkingsplaats voor Gottlieb Daimler.
- Bibsys: 90080876
- Bibliothèque nationale de France: cb16197306m (data)
- Gemeinsame Normdatei: 118523422
- International Standard Name Identifier: 0000 0000 5536 1023
- Library of Congress Control Number: nr2002001651
- Nationale Bibliotheek van Tsjechië: jn20000720053
- Nationale Bibliotheek van Polen: a0000002879496
- Nederlandse Thesaurus van Auteursnamen: 09886632X
- Virtual International Authority File: 74644062
- WorldCat: E39PBJcgvTcjmVjWJXPBm9CYT3